# Wilhelm Asmus
Wilhelm Asmus (* 17. Februar 1837 in Lübeck; † 20. Februar 1902 in Weimar) war ein deutscher Schriftsteller.

## Leben und Wirken
Asmus besuchte das Gymnasium in Lübeck und studierte Philosophie in Leipzig. Danach wendete er sich dem Theater zu. Er trat zunächst in der Schweiz auf, bevor er auf verschiedenen Bühnen im deutschen Raum auftrat. 1869 wechselte Asmus als Regisseur an das Stadttheater in Breslau. Er war auch Direktor der Theaterakademie in Breslau. 1871 gab er das Theater vollständig auf. Er widmete sich nun dem Schreiben und war freier Redakteur in Schweidnitz, Striegau und Hirschberg. Als Schriftsteller verfasste er verschiedene Werke und war ab 1889 als Chefredakteur der Hallischen Zeitung tätig. 1893 wurde er zum Chefredakteur der Weimarischen Zeitung in Weimar berufen.

## Werke
- Romane und Novellen. 4 Bände, 1868.
- Silhouetten und Aquarellen aus der Kulissenwelt. 1874.
- Im Traum (Lustspiel). 1875.
- Schuld und Sühne (Schauspiel). 1876.
- Adolph L’Arronge und das Lobe Theater. 1878.
- Klein Däumling und Goldelse. 1881.
- Des Knaben Wunderhorn. 1883.
- Unter dem Pantoffel. 1886.
- Frau Buchholz im Riesengebirge. 1890.
- Für d. Coupé. 1891.